# Jack-River-Nationalpark
Der Jack-River-Nationalpark (engl. Jack River National Park) ist ein 1660 Quadratkilometer großer Nationalpark auf der Cape York Peninsula im australischen Bundesstaat Queensland. Er wird von den örtlichen Aborigines zusammen mit der Nationalparkverwaltung von Queensland unter dem Status Cape York Peninsula Aboriginal Land (CYPAL) verwaltet.

## Lage
Der Park liegt in der Region Far North Queensland und befindet sich 80 Kilometer nordwestlich von Cooktown und 50 Kilometer nördlich von Laura. Er grenzt unmittelbar im Westen an den Lakefield-Nationalpark, im Norden an den Cape-Melville-Nationalpark und im Osten an den Starcke-Nationalpark. Zum Park gibt es keinen Zugang und es existieren keine Besuchereinrichtungen.

## Namensgebung
Benannt ist der Nationalpark nach dem Jack River, ein Fluss der im Ostteil des Parks entspringt.